# Drevs socken
Drevs socken i Småland ingick i Uppvidinge härad, med en del före 1869 i Norrvidinge härad, i Värend, ingår sedan 1971 i Växjö kommun och motsvarar från 2016 Drevs distrikt i Kronobergs län.
Socknens areal är 33,66 kvadratkilometer, varav land 29,68. År 2000 fanns här 161 invånare. En del av tätorten Braås, den tidigare kyrkbyn Drev med Drevs gamla kyrka samt sockenkyrkan Drev-Hornaryds kyrka ligger i socknen. 

## Administrativ historik
Drevs socken har medeltida ursprung.
Före 1869 hörde 1 mantal till Norrvidinge härad.
Vid kommunreformen 1862 övergick socknens ansvar för de kyrkliga frågorna till Drevs församling och för de borgerliga frågorna till Drevs landskommun.  Denna senare inkorporerades 1952 i Braås landskommun som sedan 1971 uppgick i Växjö kommun. Församlingen uppgick 2006 i Drev-Hornaryds församling som därefter 2010 uppgick i Sjösås församling.
1 januari 2016 inrättades distriktet Drev, med samma omfattning som församlingen hade 1999/2000.  
Socknen har tillhört samma fögderier och domsagor som Uppvidinge härad. De indelta soldaterna tillhörde Kalmar regemente, Uppvidinge kompani.

## Geografi
Drevs socken ligger väster om Örken och består av starkt kuperad skogstrakt.

## Fornminnen
Flera nu borttagna hällkistor, ett 20-tal rösen från bronsåldern och några järnåldersgravfält är kända.

## Namnet
Namnet (1498 Dreff), taget från kyrkbyn, består av ord för driva, vilket kan hänvisa till näraliggande Drevsjön och där drivande vass eller dylikt.

## Historiska personer med koppling till Drev
- Waldemar Ekedahl (1869–1953), skolman
- Pehr Sjöbring (1776–1842), orientalist

### Fotnoter
1. 1 2 3  Svensk Uppslagsbok Drevs socken
2. 1 2  Harlén, Hans; Harlén Eivy (2003). Sverige från A till Ö: geografisk-historisk uppslagsbok. Stockholm: Kommentus. Libris 9337075. ISBN 91-7345-139-8
3. ↑  ”Församlingar”. Statistiska centralbyrån. https://www.scb.se/hitta-statistik/regional-statistik-och-kartor/regionala-indelningar/forsamlingar/. Läst 30 december 2022.
4. ↑  Administrativ historik för Drev socken (Klicka på församlingsposten). Källa: Nationella arkivdatabasen, Riksarkivet.
5. 1 2  Sjögren, Otto (1931). Sverige geografisk beskrivning del 2 Östergötlands, Jönköpings, Kronobergs, Kalmar och Gotlands län. Stockholm: Wahlström & Widstrand. Libris 9939
6. 1 2 3  Nationalencyklopedin
7. ↑  Fornlämningar, Statens historiska museum: Drevs socken
8. ↑  Fornminnesregistret, Riksantikvarieämbetet: Drevs socken Fornminnen i socknen erhålls på kartan genom att skriva in sockennamn (utan "socken") i "Ange geografiskt område"